# Galenia acutifolia
Galenia acutifolia är en isörtsväxtart som beskrevs av Robert Stephen Adamson. Galenia acutifolia ingår i släktet galenior, och familjen isörtsväxter. Inga underarter finns listade i Catalogue of Life.